# Liste der Biografien/Germ
Liste der Biografien |
Portal Biografien |
Personensuche
# |
A |
B |
C |
D |
E |
F |
G |
H |
I |
J |
K |
L |
M |
N |
O |
P |
Q |
R |
S |
T |
U |
V |
W |
X |
Y |
Z |
?
 
Ga |
Gb |
Gc |
Gd |
Ge |
Gf |
Gh |
Gi |
Gj |
Gk |
Gl |
Gm |
Gn |
Go |
Gp |
Gq |
Gr |
Gs |
Gu |
Gv |
Gw |
Gy |
Gz
 
Gea |
Geb |
Gec |
Ged |
Gee |
Gef |
Geg |
Geh |
Gei |
Gej |
Gek |
Gel |
Gem |
Gen |
Geo |
Gep |
Ger |
Ges |
Get |
Geu |
Gev |
Gew |
Gex |
Gey |
Gez
 
Gera |
Gerb |
Gerc |
Gerd |
Gere |
Gerf |
Gerg |
Gerh |
Geri |
Gerk |
Gerl |
Germ |
Gern |
Gero |
Gerp |
Gerr |
Gers |
Gert |
Geru |
Gerv |
Gerw |
Gery |
Gerz
Die Liste der Biografien führt alle Personen auf, die in der deutschsprachigen Wikipedia einen Artikel haben. Dieses ist eine Teilliste mit 181 Einträgen von Personen, deren Namen mit den Buchstaben „Germ“ beginnt.

## Germ
- Germ (* 1969), deutscher RapperGerm (* 1969)

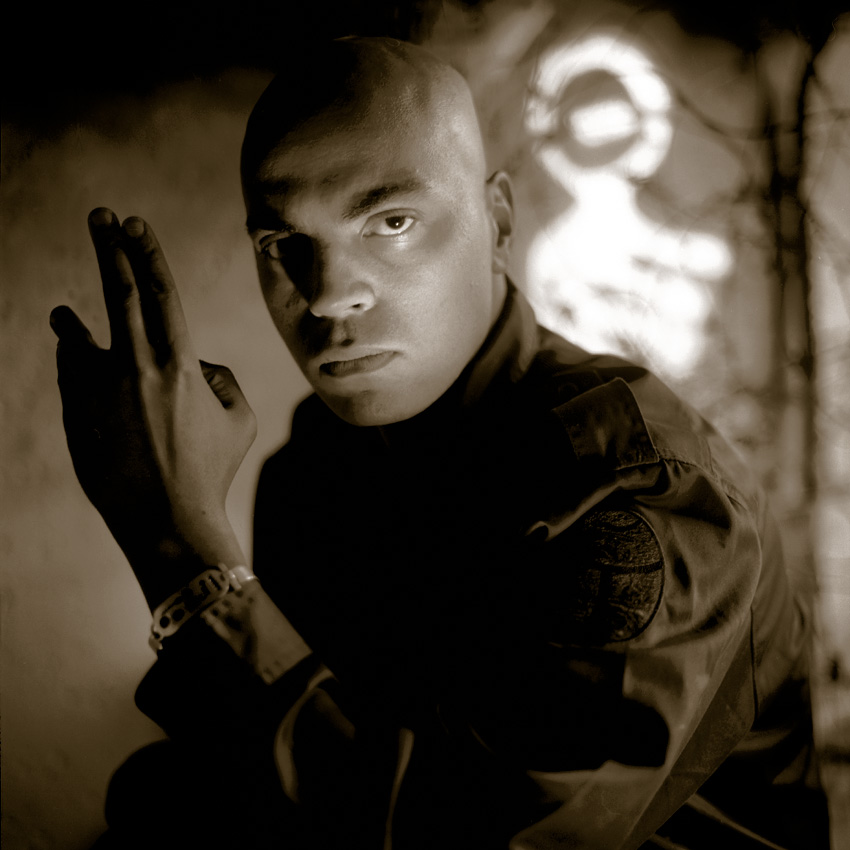
Germ (* 1969)

- Germ, Wolfgang (* 1975), österreichischer Politiker (FPÖ, BZÖ); Vizebürgermeister von Klagenfurt

### Germa
- Germa Seyum, Kaiser von Äthiopien
- Germade, Rodrigo (* 1990), spanischer Kanute
- Germain de Saint-Pierre, Ernest (1814–1882), französischer Arzt und Botaniker
- Germain, Abel-Anastase (1833–1897), Bischof von Coutances
- Germain, Achille (1884–1938), französischer Radrennfahrer
- Germain, Alain (* 1948), französischer Schriftsteller und Regisseur
- Germain, André (1882–1971), französischer Journalist, Essayist, Dichter und Schriftsteller
- Germain, Carel B. (1916–1995), US-amerikanische Sozialwissenschaftlerin und Forscherin auf dem Gebiet der Sozialen Arbeit
- Germain, Charles (1831–1909), deutscher Jurist und Politiker (Zentrum), MdR
- Germain, Donovan (* 1952), jamaikanischer Musikproduzent
- Germain, François-Thomas (1726–1791), französischer Silberschmied
- Germain, Gaston (1933–2015), kanadischer Sänger und Musikpädagoge
- Germain, George, 1. Viscount Sackville (1716–1785), britischer Offizier und Politiker
- Germain, Henri (1906–1990), französischer Fußballfunktionär
- Germain, Hubert (1920–2021), französischer Widerstandskämpfer und Politiker, Mitglied der Nationalversammlung und Minister
- Germain, J. Hervey (1888–1961), kanadischer Schauspieler und Humorist
- Germain, Jacques (1915–2001), französischer Maler und Grafiker
- Germain, Jean († 1461), Bischof von Nevers und Chalon
- Germain, Jean-Augustin (1839–1928), französischer römisch-katholischer Geistlicher, Bischof von Rodez und Erzbischof von Toulouse
- Germain, Jean-Marc (* 1966), französischer Manager
- Germaín, Juan Pablo (* 1998), chilenischer Leichtathlet
- Germain, Maxime (* 2001), US-amerikanischer Biathlet
- Germain, Paul (* 1875), französischer Turner
- Germain, Pierre (1923–1963), französischer Opernsänger (Bariton)
- Germain, Robert (* 1884), belgisch-deutscher Genre- und Landschaftsmaler sowie Grafiker
- Germain, Ryō (* 1995), japanischer Fußballspieler
- Germaín, Sergio (* 1994), chilenischer Sprinter
- Germain, Sophie (1776–1831), französische MathematikerinSophie Germain (1776–1831)

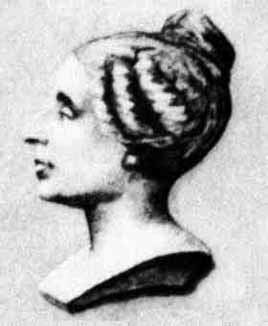
Sophie Germain (1776–1831)

- Germain, Sylvie (* 1954), französische Schriftstellerin
- Germain, Valère (* 1990), französischer Fußballspieler
- Germaine de Foix († 1536), französische Prinzessin und die zweite Ehefrau König Ferdinands II. von Aragón
- German († 1096), Bischof von Nowgorod (1078–1096)
- German (1899–1991), serbischer Geistlicher, Metropolit von Belgrad und Karlovci, Erzbischof von Peć, serbischer Patriarch
- German, Alexei Alexejewitsch (* 1976), russischer Filmregisseur und Drehbuchautor
- German, Alexei Jurjewitsch (1938–2013), sowjetischer bzw. russischer Filmregisseur und Drehbuchautor
- German, Anna (1936–1982), polnische Sängerin
- German, Edward (1862–1936), englischer Komponist und Dirigent
- German, Eugênio (1930–2001), brasilianischer Schachspieler
- German, Gretchen, kanadische Schauspielerin
- German, Ja’el (* 1947), israelische Politikerin, Gesundheitsministerin
- German, Lauren (* 1978), US-amerikanische SchauspielerinLauren German (* 1978)

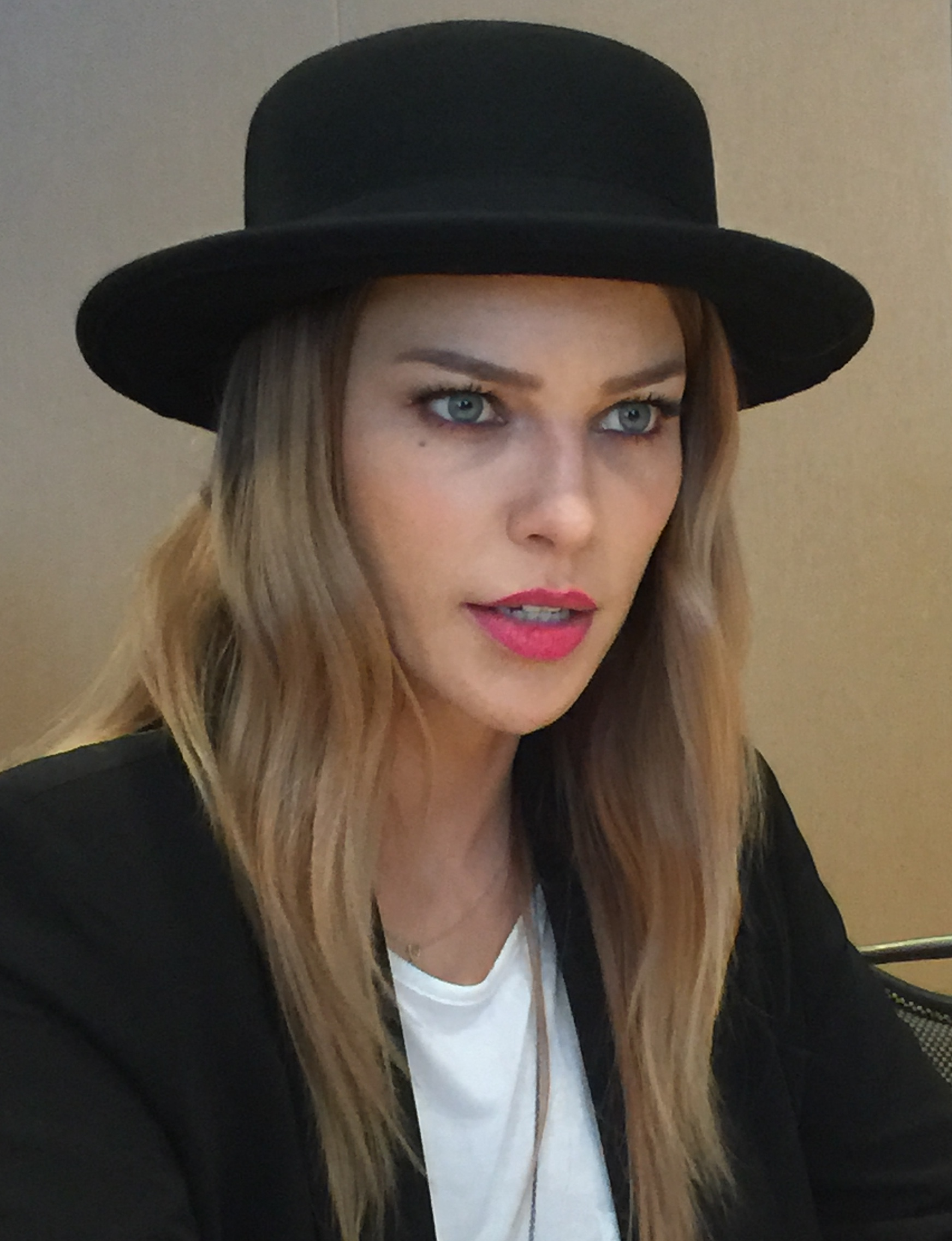
Lauren German (* 1978)

- German, Michael, Baron German (* 1945), britischer Politiker (Liberal Democrats)
- German, Obadiah (1766–1842), US-amerikanischer Politiker
- German, Patrycja (* 1979), polnische Performance-Künstlerin
- German, Tülay (* 1935), türkische Sängerin
- Germaná, César, peruanischer Soziologe
- Germanakos, Gerasimos (1941–2016), griechischer Fußballschiedsrichter
- Germanas, Neris (* 1946), litauischer Diplomat und Politiker, Mitglied des Seimas
- Germandi, Hans (1925–2014), deutscher Fotograf
- Ģērmane, Dženifera (* 2003), lettische Skirennläuferin
- Ģērmane, Ulla (* 1971), russische Skirennläuferin
- Germanese, Joe (* 1985), US-amerikanischer Fußballspieler
- Germanetto, Giovanni (1885–1959), italienischer Politiker (KPI), Gewerkschafter und Autor
- Germani, Fernando (1906–1998), italienischer Organist und Komponist
- Germani, Gaia (1942–2019), italienische Schauspielerin
- Germani, Hans (1927–1983), italienischer Journalist und Kriegsberichterstatter
- Germani, Lorenzo (* 2002), italienischer Radrennfahrer
- Germáni, Natália (* 1993), slowakische Schauspielerin
- Germanicus (15 v. Chr.–19), römischer Feldherr, Adoptivsohn des Kaisers TiberiusGermanicus (15 v. Chr.–19)

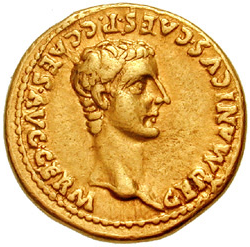
Germanicus (15 v. Chr.–19)

- Germanicus von Smyrna († 156), Märtyrer und Heiliger
- Germanier, Jean-René (* 1958), Schweizer Politiker (FDP)
- Germanier, René (1929–1986), Schweizer Mikrobiologe
- Germanika, Valeria Gai (* 1984), russische Regisseurin
- Ģērmanis, Uldis (1915–1997), lettischer Historiker und Autor
- GermanLetsPlay (* 1992), deutscher Webvideoproduzent
- Germanliewa, Tanja (* 1989), bulgarische Tennisspielerin
- Germann, Adolf (1857–1924), Schweizer Politiker (FDP)
- Germann, Basil († 1826), Schweizer Dieb
- Germann, Basilius (1727–1794), Schweizer Benediktiner
- Germann, Christian (1949–2023), deutscher Diplomat
- Germann, Ferdinand Maximilian (1823–1881), deutscher evangelisch-lutherischer Pfarrer und Autor
- Germann, Frank (* 1967), deutscher Fußballspieler
- Germann, Friedrich (1820–1878), deutscher Mediziner und Hochschullehrer
- Germann, Georg (1935–2016), Schweizer Architekturhistoriker
- Germann, Gottfried Albrecht (1773–1809), Botaniker
- Germann, Greg (* 1958), US-amerikanischer SchauspielerGreg Germann (* 1958)

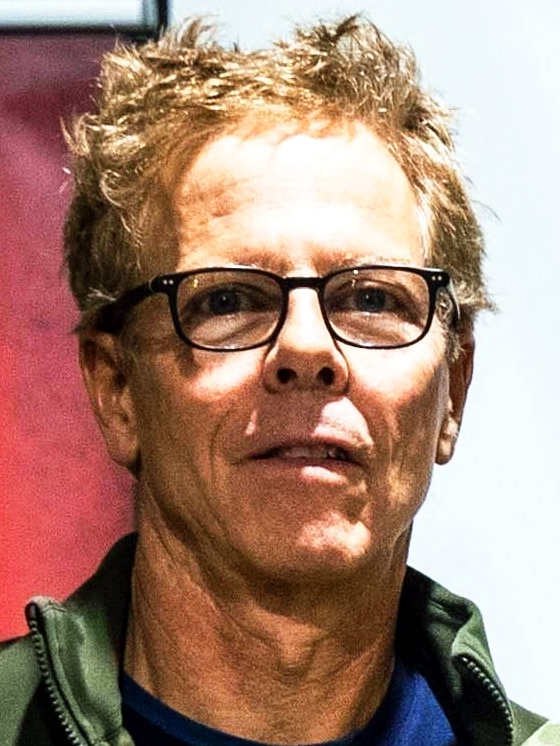
Greg Germann (* 1958)

- Germann, Günter (* 1952), deutscher Mediziner, Facharzt für Plastische Chirurgie, Mikrochirurg, Handchirurg
- Germann, Hannes (* 1956), Schweizer Politiker
- Germann, Hans, Söldnerführer und Landvogt im Toggenburg
- Germann, Johanna (1896–1973), deutsche Schriftstellerin, Lehrerin und Anthroposophin
- Germann, Josef (1658–1724), Schweizer Landweibel (Amtsdiener) in Toggenburg
- Germann, Karl (1877–1958), deutscher Bergmann, Gewerkschafter und saarländischer Politiker der CVP
- Germann, Karl-Adolf (* 1916), deutscher Verwaltungsjurist
- Germann, Kaspar (1914–1985), deutscher Schriftsteller in der DDR
- Germann, Kay (* 1966), deutscher Handballspieler und -trainer
- Germann, Kilian (1485–1530), Fürstabt von St. Gallen
- Germann, Klaus (1938–2020), deutscher Geologe und Hochschullehrer
- Germann, Klaus (1941–1983), deutscher Kirchenmusiker
- Germann, Martin (* 1942), Schweizer Bibliothekar, Historiker und Sachbuchautor
- Germann, Michael (* 1967), deutscher Jurist und Hochschullehrer
- Germann, Monika (* 1954), Schweizer Skilangläuferin
- Germann, Nadine (* 1980), deutsche Schauspielerin
- Germann, Oscar Adolf (1889–1979), Schweizer Jurist und Offizier
- Germann, Otto (1885–1967), deutscher Geograph, Geologe und Lehrer
- Germann, Pankraz (1764–1828), Kammersekretär von St. Gallen, Regierungsrat
- Germann, Paul (1884–1966), deutscher Kunsthistoriker, Ethnologe, Afrikaforscher und Museumsleiter
- Germann, Silvio (* 1989), Schweizer Koch
- Germann, Stefanie (* 1975), deutsche Fernsehjournalistin
- Germann-Jahn, Charlotte (1921–1988), Schweizer Bildhauerin
- Germano, Elio (* 1980), italienischer SchauspielerElio Germano (* 1980)

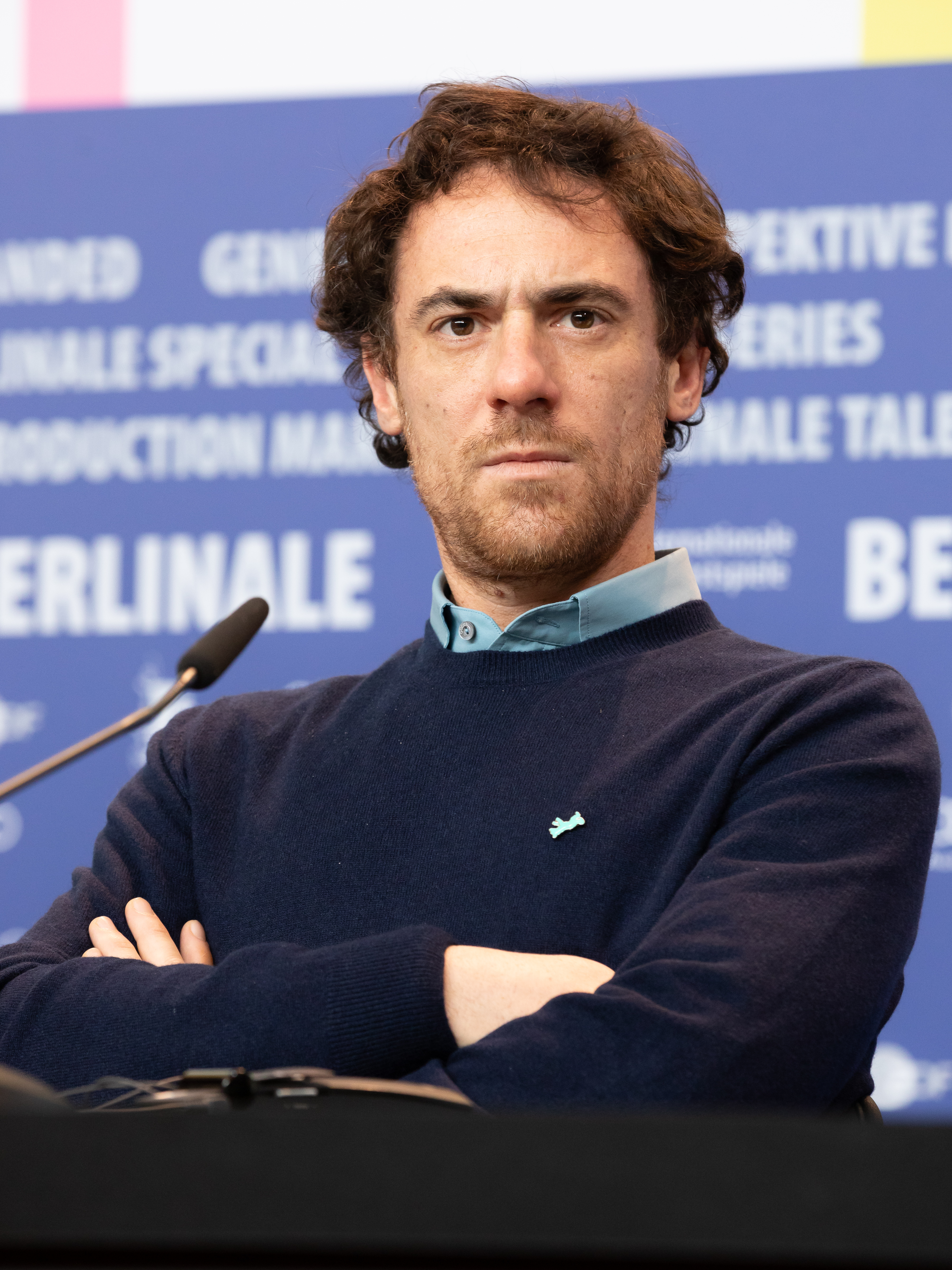
Elio Germano (* 1980)

- Germano, Girolamo (1568–1632), italienischer Jesuit und neugriechischer Philologe
- Germano, Lisa (* 1958), US-amerikanische Sängerin, Liedermacherin und Geigerin
- Germano, Mario (* 1974), Präsident des Landeskriminalamts Rheinland-Pfalz
- Germano, Tiago Dantas (* 1982), brasilianischer Schriftsteller und Journalist
- Germanos I. von Konstantinopel, Patriarch von Konstantinopel
- Germanos II. Nauplios († 1240), Patriarch von Konstantinopel (1223–1240)
- Germanos III., Patriarch von Konstantinopel
- Germanos von Patras (1771–1826), Metropolit der Griechisch Orthodoxen Kirche in Patras
- Germanou, Giorgina, griechische Bühnenbildnerin und Kostümbildnerin
- Germanow, Wiktor Michailowitsch (1916–1987), sowjetischer Luftfahrtingenieur
- Germanowitsch, Swetlana (* 1986), kasachische Ruderin
- Germanson, Rick (* 1972), US-amerikanischer Jazzmusiker
- Germanus († 550), oströmischer Feldherr
- Germanus, Unterkaiser des oströmischen Kaisers Tiberios I.
- Germanus von Auxerre, Präfekt, Priester und BischofGermanus von Auxerre

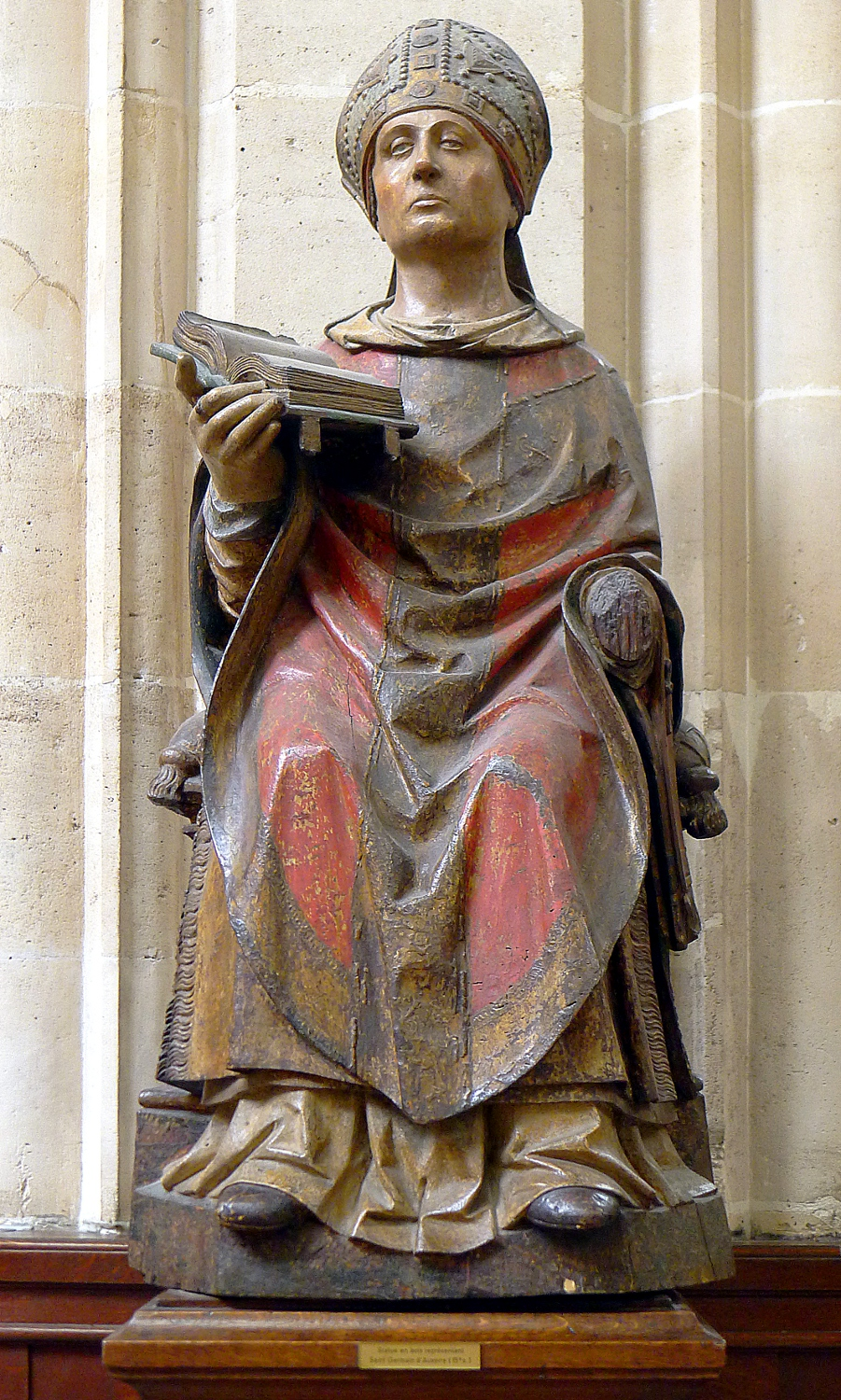
Germanus von Auxerre

- Germanus von Girona, Märtyrer der römisch-katholischen Kirche
- Germanus von Granfelden († 675), erster Abt des Klosters Moutier-Grandval; christlicher Heiliger
- Germanus von Man, Bischof
- Germanus von Paris (496–576), Priester, Kirchen- und KlostergründerGermanus von Paris (496–576)

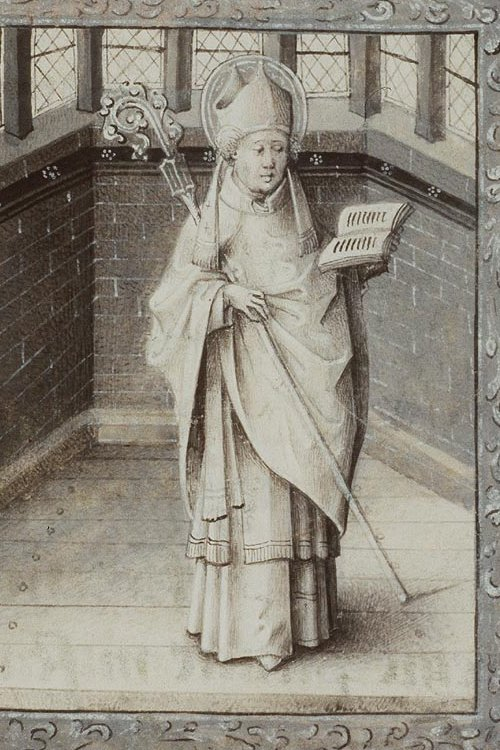
Germanus von Paris (496–576)

- Germanus, Adrian (* 1955), deutscher Florettfechter
- Germanus, Donnus Nicolaus, Kosmograf, Astrologe
- Germanus, Sander (* 1972), niederländischer Saxophonist und Komponist
- Germar, Ernst Friedrich (1786–1853), deutscher Entomologe und Mineraloge
- Germar, Friedrich Heinrich (1776–1865), lutherischer Geistlicher, Theologe und Lehrer
- Germar, Friedrich von (1787–1842), großherzoglich sächsisch-weimarischer Oberst
- Germar, Hedwig von (1854–1931), deutsche Landschaftsmalerin und Radiererin
- Germar, Kurt Ewald von (1793–1875), königlich-sächsischer Major der Infanterie
- Germar, Manfred (* 1935), deutscher Leichtathlet und Olympiamedaillengewinner
- Germar, Ulrich von (1876–1948), deutscher Generalmajor im Zweiten Weltkrieg
- Germay, Olivier de (* 1960), französischer Geistlicher, römisch-katholischer Erzbischof von Lyon

### Germe
- Germein, Georgia, australische Popsängerin
- Germela, Raimund (1868–1945), österreichischer Maler und Illustrator
- Germelmann, Wilhelm (1850–1919), deutscher Bauingenieur
- Germenis, Giorgos, griechischer Musiker und Politiker
- Germenis, Vasos (1896–1966), griechischer Bildhauer und Maler
- Germeno, Lorenzo (* 2004), deutscher SchauspielerLorenzo Germeno (* 2004)

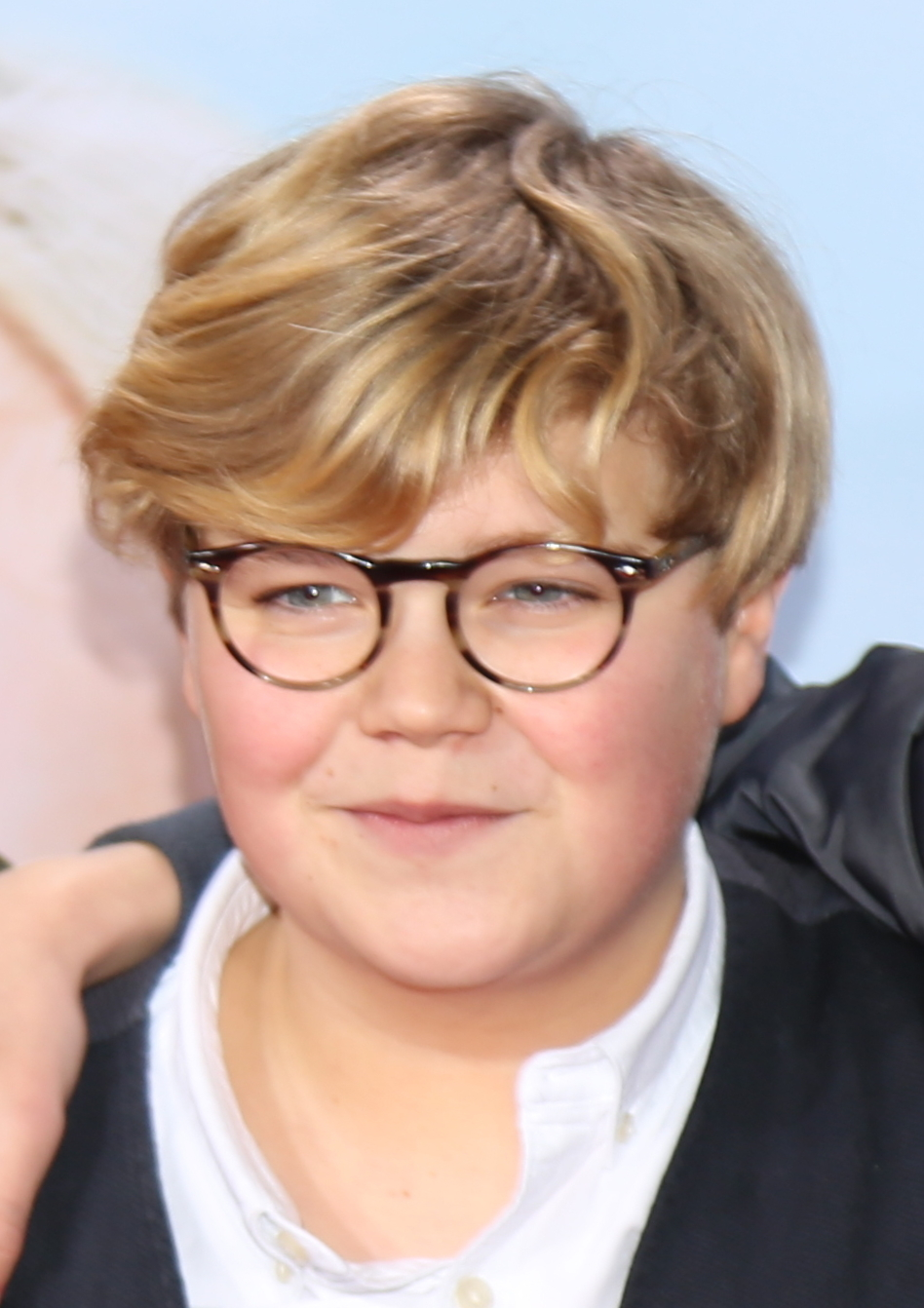
Lorenzo Germeno (* 2004)

- Germer, Andrea, deutsche Historikerin
- Germer, Andrea (* 1965), deutsche Japanologin
- Germer, Edmund (1901–1987), deutscher Erfinder
- Germer, Ernst (1901–1987), deutscher Künstler und Professor für Kunsterziehung
- Germer, Harald (* 1952), deutscher Künstler und Spieleautor
- Germer, Heinrich (1837–1913), deutscher Musikwissenschaftler und Klavierpädagoge
- Germer, Heinrich (1900–1952), deutscher Politiker (SED)
- Germer, Karl (1885–1962), deutscher Okkultist
- Germer, Lester H. (1896–1971), US-amerikanischer Physiker
- Germer, Peter (* 1949), deutscher Ringer
- Germer, Richard (1900–1993), deutscher Sänger und Komponist, Hamburger Volkssänger
- Germer, Rudolf (1884–1938), deutscher Landschaftsarchitekt
- Germer, Rudolf (1927–2012), deutscher Anglist und Hochschullehrer
- Germer, Stefan (1958–1998), deutscher Kunsthistoriker, Kurator und Hochschullehrer
- Germer, Volkhardt (* 1944), deutscher Politiker (ehemals SED)
- Germershausen, Andreas (* 1952), deutscher Ethnologe und Verwaltungsmitarbeiter
- Germershausen, Arthur (1849–1913), preußischer Verwaltungsjurist, Landrat, Richter am Oberverwaltungsgericht
- Germershausen, Christian Friedrich (1725–1810), Pastor und land- und hauswirtschaftlicher Schriftsteller
- Germershausen, Erich (1906–1990), deutscher Politiker (FDP), MdL
- Germershausen, Raimund (1935–1997), deutscher Manager
- Germeshausen, Bernhard (1951–2022), deutscher Bobpilot
- Germeshausen, Heribert (* 1971), deutscher Dramaturg und Opernintendant
- Germeten, Bernhard Heinrich von (1680–1737), Jurist

### Germi
- Germi, Pietro (1914–1974), italienischer Filmregisseur, Drehbuchautor, Schauspieler und Filmproduzent
- Germiller, Franz Anton (1682–1750), deutscher Maler des Barock
- Germino, Monica, amerikanische und niederländische Violinistin
- Germiny, Maurice de (* 1939), französischer Priester, emeritierter Bischof von Blois
- Germis, Carsten (* 1959), deutscher Zeitungsjournalist
- Germishuizen, Gerrit (* 1950), südafrikanischer Botaniker

### Germo
- Germo, Katharina (* 1991), deutsche Dramaturgin, Theater- und Festivalleiterin
- Germogen (1861–1945), russisch-orthodoxer Priester und Metropolit
- Germon, Claude (* 1934), französischer Politiker der sozialistischen Partei
- Germon, Effie (1845–1914), US-amerikanische Schauspielerin
- Germon, Nane (1909–2001), französische Schauspielerin
- Germond, Henri (1901–1985), Schweizer evangelischer Geistlicher und Hochschullehrer
- Germond, Louis der Ältere (1796–1868), Schweizer evangelischer Geistlicher
- Germond, Louis der Jüngere (1825–1884), Schweizer evangelischer Geistlicher, Gründer einer höheren Töchterschule
- Germonts, Aagt, Opfer der Hexenverfolgungen in Nordholland
- Germot, Maurice (1882–1958), französischer Tennisspieler

### Germs
- Germscheid, Anton (1885–1971), deutscher Politiker der CDU

### Germu
- Germund, Willi (1954–2023), deutscher Journalist
- Germuth, Ewald (* 1971), österreichischer Fußballspieler

### Germy
- Germyn, Carsen (* 1982), kanadischer Eishockeyspieler